# 山本彩加
山本彩加（日语：／ Yamamoto Ayaka */?，2002年8月6日—）是日本前偶像藝人，為女子偶像團體NMB48前成員，兵庫縣出身，前所屬經紀公司為Showtitle。曾是時尚雜誌《Seventeen》專屬模特兒。在籍期間被稱為「次世代王牌」。2016年以NMB48五期生身分出道。2021年3月19日自NMB48畢業，並退出演藝圈。

## 經歷
2016年4月，於「NMB48第五期生徵選會」中合格，成為NMB48的第5期研究生。6月28日，作為NMB48第5期研究生之一，首次於NMB48劇場披露。
2016年10月18日，在神戶世界紀念館舉辦的「NMB48 6th Anniversary LIVE」的「大組閣」中，宣布升格到Team N。12月28日發行的NMB48第16張單曲《除我之外的人》，首次成為單曲选拔成員。
2017年3月15日發行的AKB48第47張單曲《Shoot Sign》，首次成為AKB48單曲选拔成員。
2018年4月2日，開設個人Twitter、Instagram帳號。
2018年4月4日，接任即將畢業的矢倉楓子，成為《NMB48的TEPPEN电台》的主持人。
2018年8月，成為時尚雜誌《Seventeen》專屬模特兒。
2019年3月1日，所屬隊伍由Team N轉移至Team BII。
2019年5月18日，於幕張展覽館舉行的「GirlsAward 2019 SPRING／SUMMER」中首次在時裝展覽中登台。
2020年8月19日發行的NMB48第23張單曲《因為因為因為》，和梅山戀和共同擔任Center，這是山本首次擔任NMB48單曲的Center。
2020年12月28日，在NMB48劇場個人冠名LIVE中宣布畢業，畢業後以護理師為目標、專心於學業，同時將退出演藝圈。
2021年2月，從高中畢業。
2021年3月1日發行的《Seventeen》2021年4月號，自擔任約三年的雜誌專屬模特兒畢業。
2021年3月3日，在大阪ORIX劇場舉行畢業演唱會「山本彩加 畢業演唱會 ～最後的顏色～」（山本彩加 卒業コンサート ～最後の一色～）。同日，發行畢業紀念寫真集《最後的顏色》（最後の一色）。
2021年3月19日，在NMB48劇場舉行畢業公演「山本彩加畢業公演 ～最後的顏色～」（山本彩加卒業公演〜最後の一色〜），正式從NMB48畢業，並同時從演藝圈引退。
2022年3月26日，於梅山戀和的畢業演唱會中登台演出，為山本引退一年後首次公開亮相。8月6日，在20歲生日當天，時隔約一年半再次更新個人Instagram帳號，並透露正在準備看護師國家考試。
⁡
2024年3月22日，在個人Instagram上宣布通過「第113回看護師國家考試」，並從護理學校畢業。

## 人物
- 特技是空手道[1]，幼儿园时受父亲和哥哥影响开始學習[5]，小学1年级获得兵庫縣大会优胜[31]。
- Catch Phrase（自我介紹詞）是「充滿笑容！（不錯嘛！） 全力吹奏！（做得好！） 空手道girl的（Ayan！） 用Ayan能量為大家的內心增添色彩。我是兵庫縣出身○歳暱稱為Ayan的山本彩加」（溢れる笑顔を (えーやん！) 全力疾走 (やるやん！) 空手ガールの (あーやん！)あーやんパワーでみ～んなの心に彩り加えるよ。兵庫県出身○歳のあーやんこと山本彩加です）
- 將來的夢想是女演員、模特兒[1]。
- 能吹奏小號，曾在社團活動中擔任獨奏[32]。
- 「彩加」這個名字是由雙親命名的，意思是希望為家人增加色彩且開朗地養育[33]。
- 母親、姐姐是護理師，小學生時看到電視劇《天才婦科醫》後，開始產生從事醫療相關工作的想法[34]。
- 在姐姐勸說下參加NMB48五期生徵選，徵選時演唱的歌曲是小泉今日子的《潮聲的回憶》（潮騒のメモリー）[35]。
- 為衍生子團體「LAPIS ARCH」的成員之一[36][37]。
- 為阪神虎的粉絲[33]。2017年與其他NMB48五位成員就任成為Toraco的應援隊長[38]。

## 音樂作品
- 標註「★」符號者表示該首歌曲有拍攝MV。

### AKB48家族單曲CD
NMB48
|      | 發行日期        | 單曲名稱                | 參與歌曲名稱            | 名義       | 收錄於 | MV | 備註                           |
| ---- | --------------- | ----------------------- | ----------------------- | ---------- | ------ | -- | ------------------------------ |
| 16th | 2016年12月28日  | 除我之外的人            | 除我之外的人            |            | 全版本 | ★  | A面曲 初次進入選拔 出道作品    |
| 16th | 2016年12月28日  | 除我之外的人            | 孤獨吉他                | Team N     | Type-A | ★  |                                |
| 17th | 2017年12月27日  | 呵呵人類                | 呵呵人類                |            | 全版本 | ★  | A面曲                          |
| 17th | 2017年12月27日  | 呵呵人類                | 在哪裡接吻              | Team N     | Type-A | ★  | 與山本彩共同擔任Center         |
| 18th | 2018年04月04日  | 欲望者                  | 欲望者                  |            | 全版本 | ★  | A面曲                          |
| 18th | 2018年04月04日  | 欲望者                  | 阪急電車                | Team N     | Type-A | ★  | 與山本彩共同擔任Center         |
| 18th | 2018年04月04日  | 欲望者                  | Good Timing             |            | Type-D | ★  | Center                         |
| 19th | 2018年10月17日  | 即使是我也會哭泣的啊    | 即使是我也會哭泣的啊    |            | 全版本 | ★  | A面曲                          |
| 19th | 2018年10月17日  | 即使是我也會哭泣的啊    | 謊言機器                | Team N     | Type-A | ★  | 與山本彩共同擔任Center         |
| 20th | 2019年02月20日  | 在壁龕上端坐的女生      | 在壁龕上端坐的女生      |            | 全版本 | ★  | A面曲                          |
| 20th | 2019年02月20日  | 在壁龕上端坐的女生      | Update                  | Team BII   | Type-C | ★  | Center                         |
| 20th | 2019年02月20日  | 在壁龕上端坐的女生      | 粉色的世界              |            | Type-D | ★  |                                |
| 20th | 2019年02月20日  | 在壁龕上端坐的女生      | 第二道門                |            | 劇場盤 |    |                                |
| 21st | 2019年08月14日  | 回母校吧！              | 回母校吧！              |            | 全版本 | ★  | A面曲                          |
| 21st | 2019年08月14日  | 回母校吧！              | 儒艮是儒艮              | Team BII   | Type-C | ★  | Center                         |
| 22nd | 2019年11月06日  | 初戀至上主義            | 初戀至上主義            |            | 全版本 | ★  | A面曲                          |
| 22nd | 2019年11月06日  | 初戀至上主義            | 無限大Knock             | Team BII   | Type-C |    | Center                         |
| 23rd | 2020年08月19日  | 因為因為因為            | 因為因為因為            |            | 全版本 | ★  | A面曲 與梅山戀和共同擔任Center |
| 23rd | 2020年08月19日  | 因為因為因為            | Be happy                | Team BII   | Type-C |    |                                |
| 23rd | 2020年08月19日  | 因為因為因為            | 喜欢上你真是抱歉        | LAPIS ARCH | Type-D | ★  | Center 翻唱自CHAO（吉本坂46）  |
| 24th | 2020年011月18日 | 戀愛之類的No Thank You! | 戀愛之類的No Thank You! |            | 全版本 | ★  | A面曲                          |
| 24th | 2020年011月18日 | 戀愛之類的No Thank You! | I Love豬肉包            |            | 全版本 |    |                                |
| 24th | 2020年011月18日 | 戀愛之類的No Thank You! | 青春念佛                | Team BII   | Type-C | ★  |                                |

AKB48
|      | 發行日期       | 單曲名稱        | 參與歌曲名稱     | 名義           | 收錄於 | MV | 備註                        |
| ---- | -------------- | --------------- | ---------------- | -------------- | ------ | -- | --------------------------- |
| 47th | 2017年3月15日  | Shoot Sign      | Shoot Sign       |                | 全版本 | ★  | A面曲 初次進入AKB48單曲選拔 |
| 47th | 2017年3月15日  | Shoot Sign      | 午夜的逞強       | NMB48          | Type-B | ★  |                             |
| 48th | 2017年5月31日  | 空有願望        | 空有願望         |                | 全版本 | ★  | A面曲                       |
| 48th | 2017年5月31日  | 空有願望        | 明滅女人香       |                | Type-B | ★  |                             |
| 50th | 2017年11月22日 | 11月的腳鏈      | 11月的腳鏈       |                | 全版本 | ★  | A面曲                       |
| 50th | 2017年11月22日 | 11月的腳鏈      | 法定速度與優越感 | U-17選拔       | Type-E | ★  |                             |
| 51st | 2018年3月14日  | Ja-Ba-Ja        | 犯蠢             | NMB48          | Type-B | ★  |                             |
| 52nd | 2018年5月30日  | Teacher Teacher | Teacher Teacher  |                | 全版本 | ★  | A面曲                       |
| 53rd | 2018年9月19日  | 感傷列車        | 百合會盛開嗎？   |                | 劇場盤 |    |                             |
| 54th | 2018年11月28日 | NO WAY MAN      | 無敵雙馬尾       | U-16選拔2018   | Type-D | ★  |                             |
| 56th | 2019年9月18日  | 持續愛你        | Monica，天亮了   | 48Group NEXT12 | Type-C | ★  |                             |
| 57th | 2020年3月18日  | 感謝失戀        | 回憶吾友         | 1st Campus     | Type-B | ★  |                             |

### AKB48家族專輯CD
NMB48
|     | 發行日期     | 專輯名稱                   | 參與歌曲名稱  | 名義 | 收錄於 | 備註 |
| --- | ------------ | -------------------------- | ------------- | ---- | ------ | ---- |
| 3rd | 2017年8月2日 | 難波愛～現在、想到的事情～ | 竟然是新加坡  |      | 全版本 |      |
| 3rd | 2017年8月2日 | 難波愛～現在、想到的事情～ | 難波愛        |      | 全版本 |      |
| 3rd | 2017年8月2日 | 難波愛～現在、想到的事情～ | 最最最 最高！ |      | 劇場盤 |      |

AKB48
|     | 發行日期      | 專輯名稱             | 參與歌曲名稱        | 名義 | 收錄於 | 備註 |
| --- | ------------- | -------------------- | ------------------- | ---- | ------ | ---- |
| 8th | 2017年1月25日 | 點時成菁             | Runners High        |      | Type-B |      |
| 9th | 2018年1月24日 | 那個黎明，我們都知道 | 抱歉，我喜歡上你了… |      | 劇場盤 |      |

### 劇場公演分組曲
| 公演名稱                           | 參與歌曲名稱       | 備註                     |
| ---------------------------------- | ------------------ | ------------------------ |
| 研究生時期                         |                    |                          |
| 研究生「傳不到的傳達物」公演       | 禁忌的2人          |                          |
| 研究生「傳不到的傳達物」公演       | 裙襬飄飄           | 上西怜的代演             |
| 山本Team N時期                     |                    |                          |
| Team N 4th Stage「目撃者」公演     | 新的拖鞋           |                          |
| Team N 4th Stage「目撃者」公演     | 10個硬幣與麵包     | 日下木之實的代演         |
| Team N 4th Stage「目撃者」公演     | 芬蘭奇蹟           | 須藤凜凜花、內木志的代演 |
| 嘉德麗雅組「天使在這裡」公演       | 在世界被雪淹沒之前 |                          |
| 小嶋Team BII時期                   |                    |                          |
| Team BII 5th Stage「第二扇門」公演 | 誤解               |                          |

## 演出

### 電視劇
- 馬路無理學園 第9集（2018年9月19日，日本電視台）：飾演 Rira／夏木莉拉[39]

### 電影
- 信號100（日语：シグナル100）（2020年1月24日上映，東映）：飾演 水谷雫[40]

### 電台節目
- NMB48的TEPPEN电台（日语：NMB48のTEPPENラジオ）（2018年4月4日－2021年3月19日，MBS电台）- 主要主持人[11][41]

## 書籍

### 寫真集
- NMB48 山本彩加 畢業紀念寫真集 最後的顏色（NMB48 山本彩加 卒業メモリアルブック 最後の一色；2021年3月3日，光文社）[42][43]

### 雜誌連載
- Seventeen（2018年9月1日－2021年3月1日，集英社）- 專屬模特兒
- FLASH「あーやんロード」（2016年11月21日－2021年3月26日，光文社）[44][45][46]
- 近代盆栽「進め!盆栽女子」（2018年9月4日－2021年3月4日，近代出版）[47][48]

## 外部連結
- （日語）NMB48個人介紹頁
- （日語）NMB48官方部落格「山本彩加」 （页面存档备份，存于）
- （日語）山本彩加的X（前Twitter）（2018年4月2日－2021年3月19日，已關閉）（页面存档备份，存于）
- （日語）山本彩加的Instagram帳戶（2018年4月2日－）（页面存档备份，存于）
- （日語）山本 彩加（NMB48）的SHOWROOM專頁（已關閉）（页面存档备份，存于）
- （日語）NMB48山本彩加畢業紀念寫真集【公式】的X（前Twitter）（页面存档备份，存于）